# 巴克 (石勒苏益格-荷尔斯泰因州)
巴克（德語：Bark）是德国石勒苏益格－荷尔斯泰因州的一个市镇。总面积20.44平方公里，总人口1016人，其中男性523人，女性493人（2011年12月31日），人口密度50人/平方公里。